# Teodor Doboiu Nacu
Teodor Doboiu Nacu (n. 1885, Hațeg, Județul Hunedoara, Regatul Ungariei – d. 1939) a fost un deputat în Marea Adunare Națională de la Alba Iulia, organismul legislativ reprezentativ al „tuturor românilor din Transilvania, Banat și Țara Ungurească”, cel care a adoptat hotărârea privind Unirea Transilvaniei cu România, la 1 decembrie 1918.:p. 77

## Biografie
Tudor Doboiu Nacu, a studiat terminat școala primară din sat, a fost delegat al cercului electoral Hațeg, repezentând Societatea tălparilor și cismarilor..

## Lectură suplimetară
- Daniela Comșa, Eugenia Glodariu, Maria M. Jude, Clujenii și Marea Unire, Muzeul Național Transilvania, Cluj-Napoca, 1998
- Florea Marin, Medicii și Marea Unire, Editura Tipomur, Cluj-Napoca, 1993
- Silviu Borș, Alexiu Tatu, Bogdan Andriescu, (coord.), Participanți din localități sibiene la Marea Adunare Națională de la Alba Iulia din 1 decembrie 1918, Editura Armanis, Sibiu, 2015